# Polygala caerulescens
Polygala caerulescens är en jungfrulinsväxtart som beskrevs av Sidney Fay Blake. Polygala caerulescens ingår i släktet jungfrulinssläktet, och familjen jungfrulinsväxter. Inga underarter finns listade i Catalogue of Life.